# Wapen van Hamont-Achel

Het wapen van Hamont-Achel (sinds 1986).

Het wapen van Hamont-Achel is het heraldisch wapen van de gemeente Hamont-Achel in de Belgische provincie Limburg. Het wapen werd op 8 juli 1986 bij ministerieel besluit toegekend aan de fusiegemeente Hamont-Achel.

## Geschiedenis
Na de fusie van de gemeentes Hamont en Achel, werd er voor gekozen om het oude wapen van Hamont over te nemen met slechts een aanpassing aan de kleuren van de tweede helft. Dit wapen van Hamont ging terug op een zegel van de schepenbank van Hamont uit 1767, dat een gedeeld wapen toonde met in de eerste helft het wapen van het graafschap Loon, waartoe Hamont, sinds het in 1401 door Jan van Beieren was veroverd, toe behoorde, en in de tweede helft het wapen van de heerlijkheid Grevenbroek, waartoe Hamont (alsook Achel) historisch toebehoorde, hetgeen het unieke deel van Hamont vormde, dat het wapen onderscheidde van dat van andere Loonse steden. Dit wapen werd op 22 maart 1920 bij Koninklijk Besluit toegekend aan Hamont.

## Blazoenering
De huidige blazoenering luidt:
Gedeeld 1. gedwarsbalkt van tien stukken van goud en van keel 2. in zilver twee gekanteelde en tegengekanteelde dwarsbalken van keel. Het schild getopt met een aanziende helm van zilver, getralied, gehalsband en omboord van goud, gevoerd en gehecht van lazuur, met wrong van goud en van keel, en met dekkleden rechts van goud en van keel, links van zilver en van keel; helmteken: een merloen van keel.— Ministerieel besluit van 8 juli 1986.

## Vergelijkbare wapens

Het wapen van Loon en alle afgeleide wapens daarvan.
Het wapen van Hamont.
Het wapen van Beringen (Loonse stad).
Het wapen van Bilzen (Loonse stad).
Het wapen van Borgloon (Loonse stad).
Het wapen van Bree (Loonse stad).
Het wapen van Dilsen-Stokkem (Stokkem = Loonse stad).
Het wapen van Genk.
Het wapen van Hasselt (Loonse stad).
Het wapen van Herk-de-Stad (Loonse stad).
Het wapen van Kinrooi.
Het wapen van Maaseik (Loonse stad).
Het wapen van Nieuwerkerken.
Het wapen van Peer (Loonse stad).
Het wapen van Zutendaal.